# Epigomphus hylaeus
Epigomphus hylaeus är en trollsländeart som beskrevs av Friedrich Ris 1918. Epigomphus hylaeus ingår i släktet Epigomphus och familjen flodtrollsländor. Inga underarter finns listade i Catalogue of Life.